# Chanel Contos
Chanel Contos é uma estudante australiana e ativista do consentimento sexual. Chanel se tornou conhecida globalmente em 2021, após uma enxurrada de respostas ao seu pedido para que jovens australianas relatassem suas experiências de agressão sexual. Ela foi homenageada como uma das 100 mulheres da BBC em 2022.

## Infância e educação
Chanel cresceu em Glenorie e depois mudou-se para Vaucluse, um subúrbio rico perto de Sydney, na Austrália.  Ela se formou na Kambala School, em Sydney,  e depois estudou na University of New South Wales, onde obteve o diploma de bacharel em comércio/artes, sistemas de informação e estudos de desenvolvimento. Em 2020, iniciou um mestrado em gênero e educação, na University College London.

## Ativismo
Em fevereiro de 2021, Chanel iniciou uma enquete no Instagram pedindo histórias de jovens australianas que haviam sido agredidas sexualmente. Após uma enxurrada de respostas, ela iniciou o site Teach Us Consent, que organizou uma petição online separada para pedir educação sobre consentimento sexual nas escolas australianas.   A petição gerou uma forte resposta, e coletou mais de 44.000 assinaturas em um mês, juntamente com mais de 5.000 histórias de agressão sexual.
Em março de 2021, a unidade de crimes sexuais da Força Policial de New South Wales colaborou com Chanel para pedir às jovens que haviam registrado histórias de agressão no site de Chanel que também fizessem denúncias informais ao departamento de polícia de NSW. Em abril de 2021, Chanel propôs que um site de dicas online anônimo fosse criado para permitir que jovens vítimas de agressão sexual denunciassem as agressões à polícia australiana. Em maio de 2021, o primeiro-ministro australiano Scott Morrison prometeu se encontrar com Chanel para discutir a educação para consentimento sexual.

## Reconhecimento
No Australian Human Rights Awards de 2021, Chanel ganhou a Medalha de Direitos Humanos dos Jovens. E, em 2022, foi homenageada como uma das 100 mulheres da BBC.